# Johann Wilhelm Hertel
Johann Wilhelm Hertel (ur. 9 października 1727 w Eisenach, zm. 14 czerwca 1789 w Schwerinie) – niemiecki kompozytor i klawesynista.

## Życiorys
Jego ojciec, Johann Christian Hertel (1699–1754), był kompozytorem i skrzypkiem. Uczył się u Johanna Heinricha Heila, jednego z uczniów J.S. Bacha i mając już 12 lat towarzyszył ojcu w koncertach, akompaniując mu na klawesynie. W latach 1742–1743 był uczniem Carla Höckha, kapelmistrza w Zerbst. Od 1744 do 1753 roku działał jako skrzypek i klawesynista na dworze książęcym w Strelitz. Utrzymywał kontakt z C.P.E. Bachem oraz Franzem Bendą. Od 1754 roku był nadwornym kompozytorem w Schwerinie. W 1770 roku otrzymał tytuł radcy dworu.
Skomponował m.in. mszę, 5 pasji, 12 kantat świeckich i 11 kantat religijnych, 40 arii koncertowych, 60 pieśni, 3 motety, 3 opracowania psalmów w języku niemieckim, 63 symfonie, 15 koncertów na instrument klawiszowy, 31 koncertów na pozostałe instrumenty, 3 partity, 5 triów, 19 sonat skrzypcowych, 30 sonat na instrument klawiszowy. Był ponadto autorem czterech traktatów teoretycznych oraz dwóch dzieł autobiograficznych.